# Casa de Cultură „Ionel Floașiu”

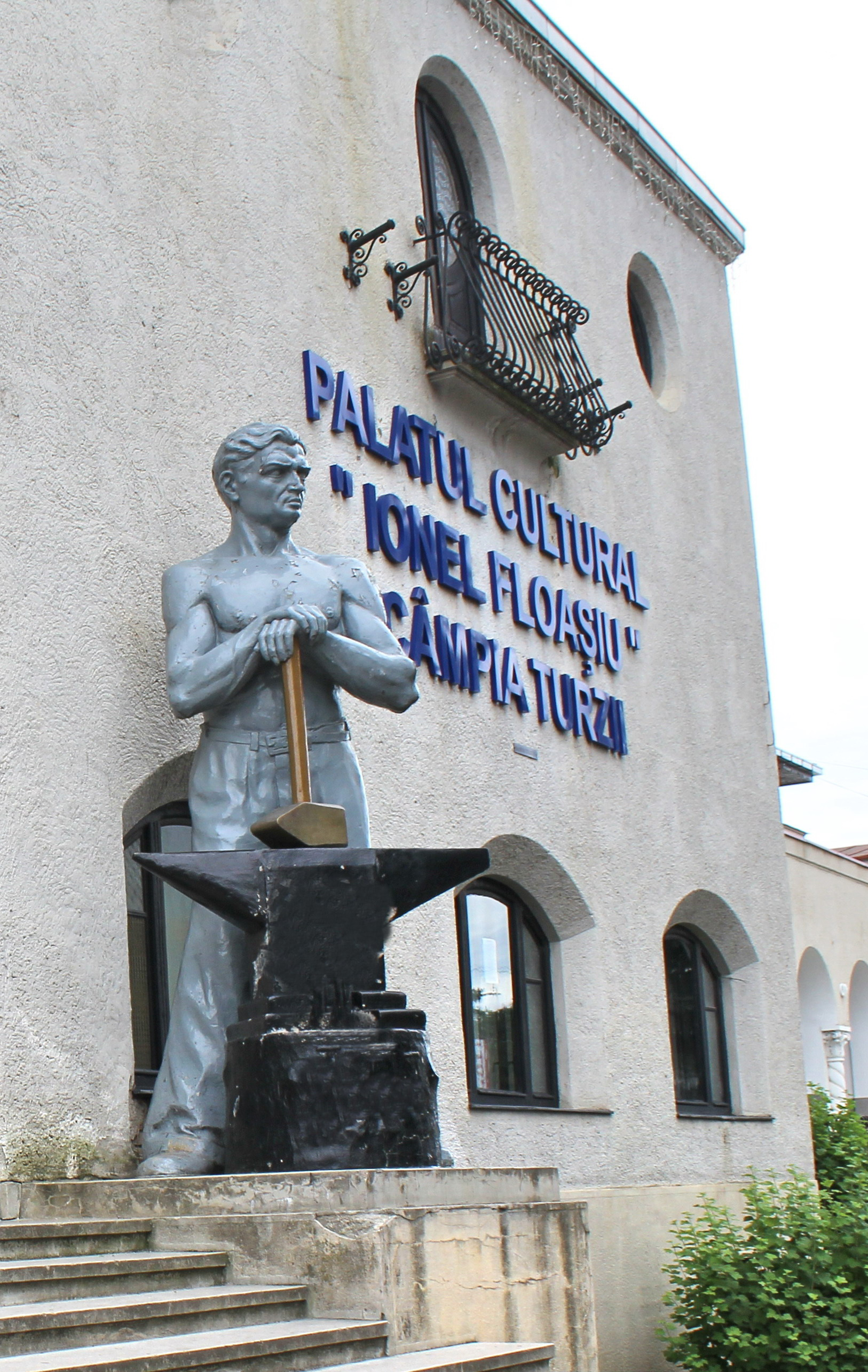
Palatul Cultural "Ionel Floașiu" și statuia “Muncitorul Oțelar”

Palatul Cultural "Ionel Floașiu" din Câmpia Turzii (Piața Mihai Viteazul nr.8) este înscris pe lista monumentelor istorice din județul Cluj (cod LMI CJ-II-m-A-07556.01) elaborată de Ministerul Culturii din România în anul 2015.

## Evoluția numelui
- 1954-1990: “Clubul Muncitoresc Industria Sârmei” 

- 1990-2003: “Casa de Cultură” 

- 2003-2012: “Casa de Cultură Ionel Floașiu” 

- după 2012: “Palatul Cultural Ionel Floașiu”

## Istoric
A fost construit de uzina "Industria Sârmei S.A." din localitate între anii 1942-1945 (arhitect George Cristinel din București), din inițiativa lui Ionel Floașiu (pe atunci director general al uzinei "Industria Sârmei S.A.") si a purtat în perioada comunistă numele de "Clubul Muncitoresc". Lucrările de construcție au fost conduse și supravegheate de către maistrul local Simon.
Prin Hotărârea Consiliului Local Câmpia Turzii nr.87 din 27 septembrie 2012 s-a schimbat denumirea edificiului în Palatul Cultural “Ionel Floașiu”.

## Statuia
Statuia de lângă intrarea în clădire se numește "Muncitorul oțelar". Prototipul în argilă a fost creat în anul 1946 în incinta bisericii ortodoxe învecinate (aflată și ea în fază de construcție). Ulterior, statuia a fost turnată în beton. Ca model a servit muncitorul Crișan Gavrilă (1913-1973), angajat al uzinei Industria Sârmei.

## Galerie de imagini

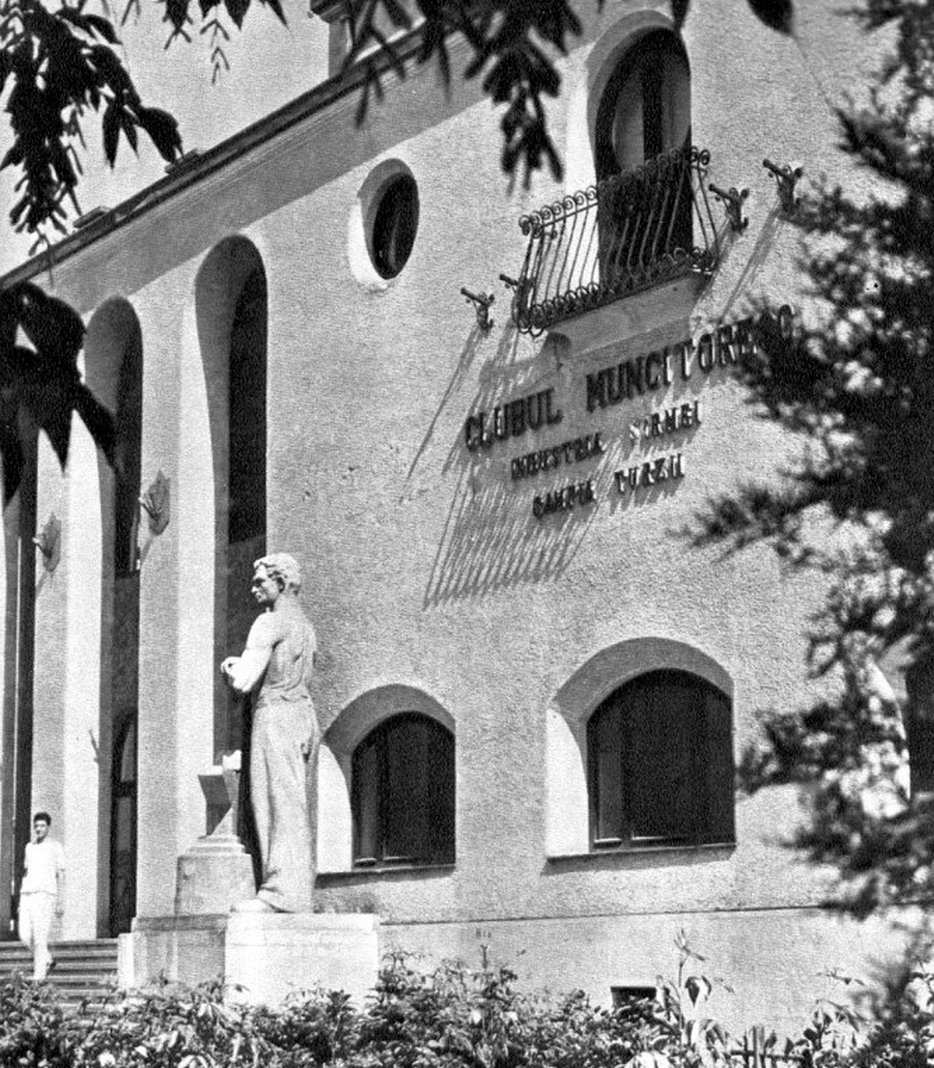
”Clubul Muncitoresc Industria Sârmei” (1954-1990)
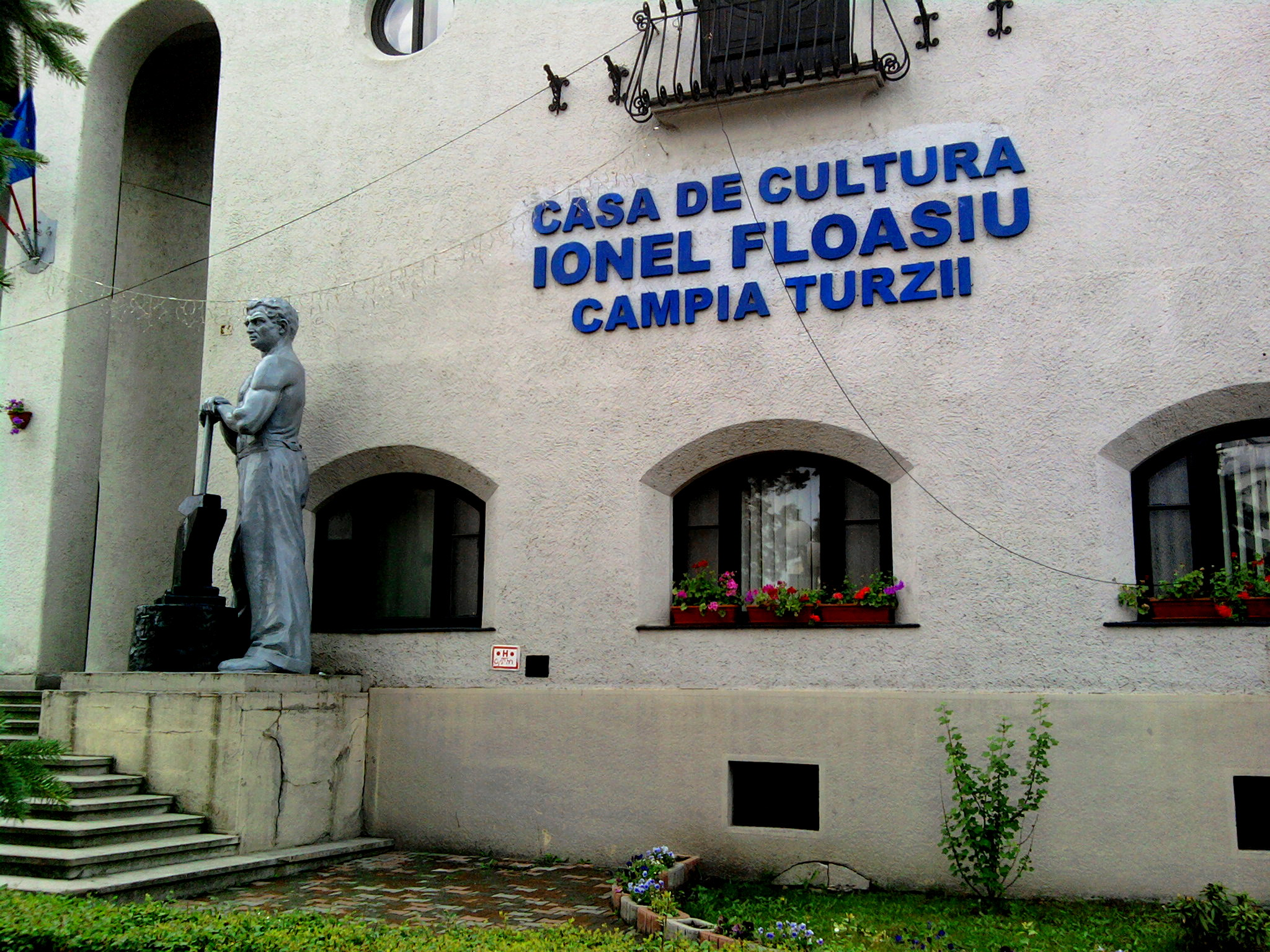
”Casa de Cultură Ionel Floașiu” (2003-2012)
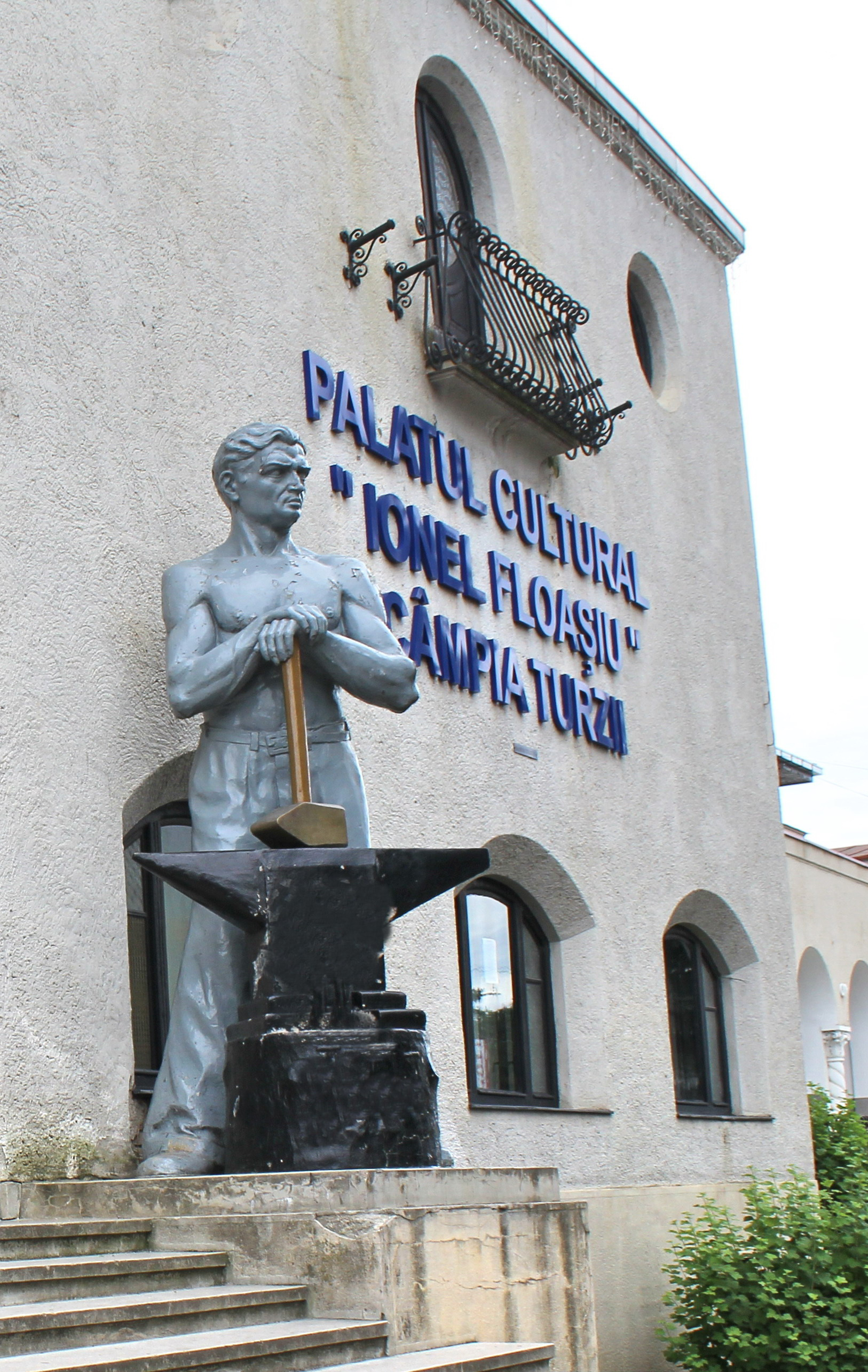
”Palatul Cultural Ionel Floașiu” (din 2012)
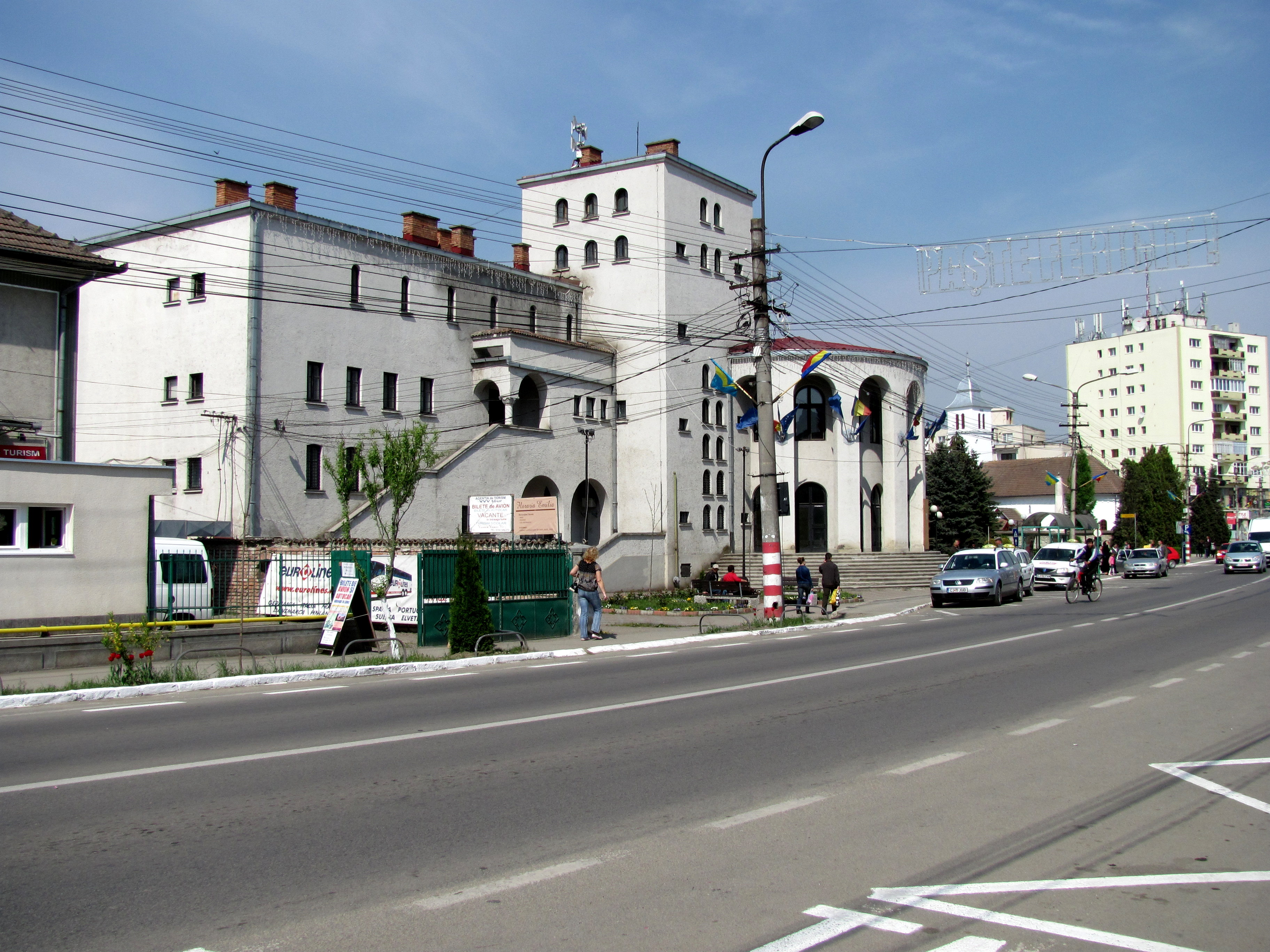
Casa de Cultură "Ionel Floașiu"
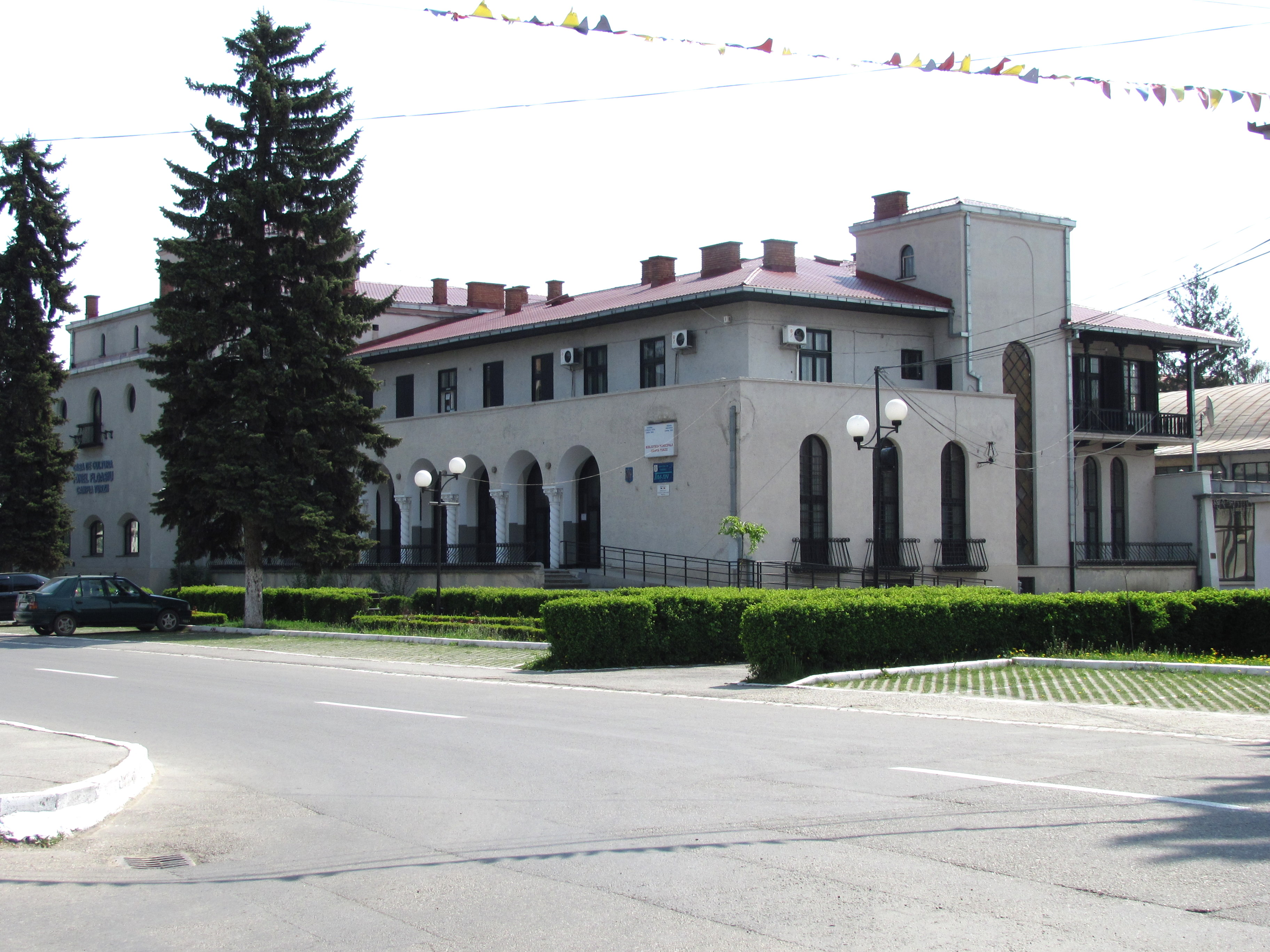
Casa de Cultură "Ionel Floașiu"
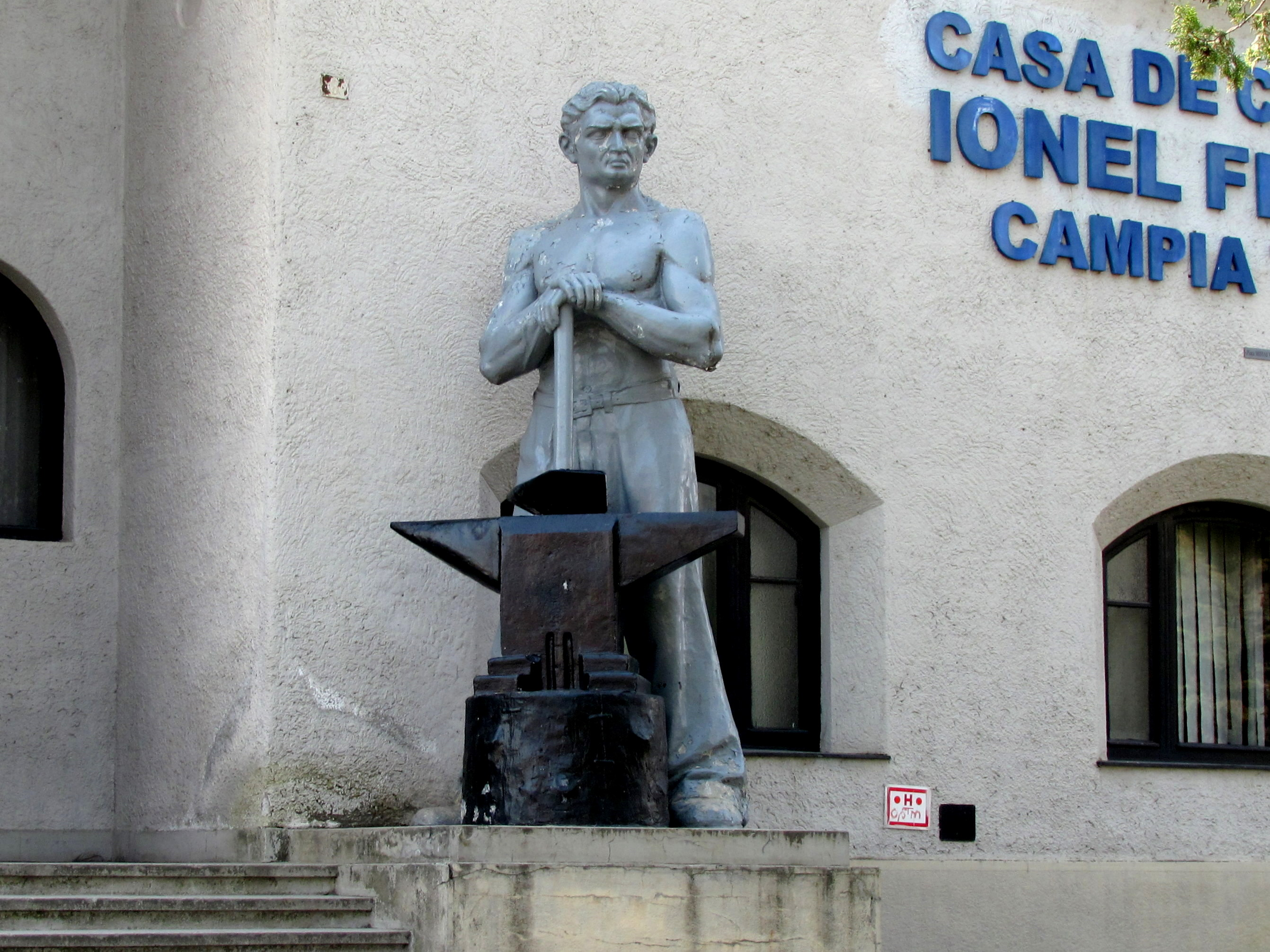
Casa de Cultură "Ionel Floașiu" si statuia "Muncitorul Oțelar"